# Baekhak-myeon
Baekhak-myeon (koreanska: 백학면) är en socken i den norra delen av Sydkorea, 50 km norr om huvudstaden Seoul.  Den ligger vid gränsen till Nordkorea i kommunen Yeoncheon-gun i provinsen Gyeonggi.